# Peratovci
Peratovci – wieś w Bośni i Hercegowinie, w Federacji Bośni i Hercegowiny, w kantonie środkowobośniackim, w gminie Jajce. W 2013 roku liczyła 331 mieszkańców, z czego większość stanowili Chorwaci.